# 구키 요시타카 (센고쿠 시대)
구키 요시타카(일본어: 九鬼 嘉隆 くき よしたか[*], 덴분 11년(1542년) ~ 게이초 5년 음력 10월 12일(1600년 11월 17일))는 센고쿠 시대부터 아즈치모모야마 시대까지의 무장, 다이묘이다. 구키 수군을 이끈 수군무장이며 구키씨 제8대 당주. 자식은 모리타카 등.

## 생애
구키는 구마노 해적 출신으로 구마노 해적의 세력이 약화되자 오다 노부나가의 휘하로 들어가 수군장으로 활약해 시마국의 영주로 임명되었다. 이후에는 도요토미 히데요시 밑에 들어가 여러 해전에서 활약했다.
1592년 임진왜란에는 1,500명의 군대를 이끌고 참전하여 도도 다카토라와 함께 9,000명의 수군을 이끌고 이순신에게 패한 일본 수군을 구원하려 출동하였으나 안골포 해전에서 이순신에게 대패하여 쓰시마의 군선 관리 책임을 맡았다. 1597년 가독을 차남 모리타카에게 물려주어 은거하였다.
1600년 세키가하라 전투에서 모리 데루모토의 측인 서군 편에 참전했으나 당주 모리타카가 도쿠가와 이에야스 측인 동군에 가담해 부자가 서로 적이 되어 싸우는 비극을 맞았다. 이후 모리타카가 이에야스에게 청하여 죄를 면하게 해주려고 했으나 그 소식이 전달되기 전에 요시타카는 구키가의 안위를 위해 자결하였다.

## 관련 작품
- 2004~2005년 KBS 1TV 대하드라마 《불멸의 이순신》 ... 서영진

## 같이 보기
- 닛폰마루